# Cemetary
Cemetary — шведская метал-группа, образованная в 1989 году и исполнявшая на раннем этапе дэт, а затем готик-метал.

## Биография группы
После того, как группа подготовила две демозаписи, был подписан контракт с Black Mark Productions. Музыканты записали пять студийных альбомов, вершиной из которых, по мнению многих критиков, стал «Sundown», и после выхода «The last confession» группа распалась. Лидер и автор большинства её песен Матиас Лодмальм основал проект Sundown, а также несколько других, с которыми продолжил работать в готическом направлении. Затем, в 2003 году, было объявлено о возрождении Cemetary. Последним альбомом группы стал «Phantasma»: после его выхода в 2005 году Лодмальм объявил о своём решении завязать с металом.

## Состав группы
- Матиас Лодмальм — вокал, клавишные, гитара (1989-2005)
- Кристиан Сааринен — гитара (1989—1992) (Lake of Tears)
- Антон Хэдберг — гитара (1992—1993)
- Андерс Иверс — гитара (1994—1997) (Tiamat, Dark Tranquillity)
- Зрико Цуляк — бас-гитара(1989—1993)
- Томас Йосефсон — бас-гитара (1994—1997)
- Морган Гредекер — ударные (1989) (Beseech)
- Йуна Сиверс — ударные(1989—1993)
- Маркус Нордберг— ударные (1994—1997)

## Дискография
- Incarnation of Morbidity (demo) (1990)
- In Articulus Mortis (demo) (1991)
- An Evil Shade of Grey (1992)
- Godless Beauty (1993)
- Black Vanity (1994)
- Sundown (1996)
- Last Confessions (1997)[4]
- Sweetest Tragedies (1999)
- The Beast Divine (2000)
- Phantasma (2005)